# Деепричастие
Дееприча́стие — особая форма глагола или самостоятельная часть речи (спорно) в русском языке, обозначающая добавочное действие при основном. Соединяет в себе признаки глагола (вид, залог, переходность и возвратность) и наречия (неизменяемость, синтаксическая роль обстоятельства).
Деепричастие ― частный случай конверба. Сходные глагольные формы существуют во многих индоевропейских языках — латинском, французском, а также в тюркских, финно-угорских и других языках.
Отвечает на вопросы «что сделав?», «что делая?».

## Деепричастие в русском языке
По происхождению деепричастие в русском языке восходит к бесчленной, то есть к краткой форме именительного падежа причастия и возникло в древнерусском языке вследствие потери форм склонения бесчленных причастий. Однако оно имеет и признаки глагола — например, залог.

### Вид
- несовершенный — обозначает настоящее и прошедшее время. Образуется от глаголов несовершенного вида с помощью суффиксов а (-я) и отвечает на вопрос «что делая?»
- совершенный — обозначает прошедшее время, отвечает на вопрос «что сделав?». Пример: извлечь — извлёкши, присесть — присев, присевши.

Деепричастия от основы прошлого времени с суффиксом -вши (бывши, знавши, ехавши, имевши, пахавши, лизавши, вязнувши) ныне считаются разговорно-просторечными и малоупотребительны, ранее обозначали действие, только что совершённое к настоящему моменту: «сказавши так, он сел», «увидевши это, он схватился за вилы». Этот суффикс необходим в деепричастиях, образованных от возвратных глаголов: умыться — умывшись, проговориться — проговорившись, разложиться — разложившись, изголодаться — изголодавшись и т. п.

### Синтаксическая роль
- Обычно примыкает к глаголу, выполняющему роль сказуемого, является обстоятельством и не спрягается.
- Реже примыкает к именному сказуемому, выраженному кратким прилагательным или существительным.
- Примыкая к сказуемому, может обозначать добавочное действие, сопутствующее действию, несущему основную мысль сказуемого; допускает замену спрягаемой формой глагола.

В современном русском языке действия, обозначенные деепричастием и глаголом-сказуемым, должны принадлежать одному и тому же субъекту действия. Несоблюдение этого правила приводит к комическому эффекту, описанному Чеховым в рассказе «Жалобная книга»: «Подъезжая к сией станции и глядя на природу в окно, у меня слетела шляпа. И. Ярмонкин».
На письме деепричастные обороты (деепричастие с зависимыми словами) и отдельные деепричастия в большинстве случаев выделяются запятыми.

### Примеры
- «Рассказывая, она громко смеялась».
- «Стрела, пролетев, вонзилась в дерево».
- «Зима. Крестьянин, торжествуя, на дровнях обновляет путь»
- «Не окончив вуз, я должен был устроиться на работу».
- «Машина, промчавшись, оставила много дыма».

## Деепричастия в других языках
В нахско-дагестанских и эскимосско-алеутских они изменяются по лицам и имеют самые разные значения, в том числе и придаточных предложений. Примеры из чаплинского:
- сопутствующее действие: имиӷлюку 'наполняя он это'
- одновременное действие: имиткылъюни 'наполняя он это'
- придаточное цели: имисӄылъюни 'чтобы он это наполнил'
- намерение: имиӷналюни 'собираясь наполнить он это'
- придаточное времени (действие началось до главного и завершилось к настоящему времени): имиӷьягу 'когда он это наполнил'
- придаточное времени (действие началось до главного): имиӷаӄӈаминигу' 'когда он это наполнил'
- предшествующее главному, выраженному в настоящем времени, действие: иминыӷминигу 'наполняя он это'
- одновременное с главным, выраженным глаголом любого времени, действие: имиман 'наполняя он это'
- реальное условие в будущем: имиӄагу 'если он это наполнит'
- нереальное условие/пожелание в прошлом или будущем: имиӷьяӄагу 'если бы он это наполнил'
- условно-ограничительное: имиӷвагиляминигу 'пока не наполнил он это'
- предупредительно-предположительное: имиӷнаюкаминигу 'как бы он это не наполнил'
- противительное: имиӷнаминигу 'хоть он это и наполняет'